# يوم غائم مع فرصة للحصول على كرات اللحم (مسلسل تلفزيوني)
يوم غائم مع فرصة للحصول على كرات اللحم (بالإنجليزية: Cloudy with a Chance of Meatballs)‏ هو مسلسل رسوم متحركة كوميدي أنتج من قبل دي اتش اكس ميديا وسوني بيكتشرز أنيميشن بالاشتراك مع كوروس إنترتينمنت من أجل كرتون نتورك و واي تي في. مقتبس من كتاب للأطفال و سلسلة أفلام بنفس الاسم و يعتبر أول مسلسل تلفزيوني ينتج من قبل سوني بيكتشرز أنيميشن و يحرك بإسخدام تون بوم أنيميشن.
السلسلة رسميا بدأت في الولايات المتحدة في 6 مارس 2017 في قناة كرتون نتورك، مع بعض التلميحات عرضت في 20 فبراير 2017.بعد عرض غير ناجح، البرنامج إنتقل إلى خدمة فيديو حسب الطلب الخاصة ببوميرانغ حيث بدأ في 11 يناير 2018.

## الأصوات العربية
- عماد فغالي - فلينت لوكوود، ستيف
- رانيا مروة - سام سباركس
- ريمون فرانسيس - برانت
- إبراهيم ماضي - إيرل، غيل
- سمير معلوف - العمدة شيلبورن
- فؤاد شمص - تيم لوكوود، ماني
- شريل أيوب
- رالين داغر
- شادي شمص
- إيمان البيطار
- ألين سعادة - سام سباركس(الصوت الثاني)
- علي سعد - العمدة شيلبورن(الصوت الثاني)
- جيل يوسف

## وصلات خارجية
- يوم غائم مع فرصة للحصول على كرات اللحم على موقع IMDb (الإنجليزية)
- يوم غائم مع فرصة للحصول على كرات اللحم على موقع نتفليكس (الإنجليزية)
- يوم غائم مع فرصة للحصول على كرات اللحم على موقع فيلمافينيتي (الإسبانية)
- يوم غائم مع فرصة للحصول على كرات اللحم على موقع كينوبويسك (الروسية)
- يوم غائم مع فرصة للحصول على كرات اللحم على موقع ألو سيني (الفرنسية)
- يوم غائم مع فرصة للحصول على كرات اللحم على موقع قاعدة بيانات الفيلم (الإنجليزية)